# Skoki do wody na Letnich Igrzyskach Olimpijskich 1912 – skoki standardowe i dowolne z wieży kobiet
Skoki standardowe i dowolne z wieży kobiet były jedną z konkurencji skokowych rozgrywanych podczas V Igrzysk Olimpijskich w Sztokholmie. Zawody zostały rozegrane 10 i 13 lipca na stadionie pływackim w zatoce Djurgården.
Konkurencja ta była pierwszą kobiecą konkurencją w skokach do wody w historii igrzysk olimpijskich. Obejmowała dwa określone skoki z wieży pięciometrowej, trzy określone z wieży dziesięciometrowej oraz trzy dowolne z wieży dziesięciometrowej. Dwanaście z czternastu zawodniczek  oraz siedem z ośmiu finalistek stanowiły reprezentantki gospodarzy. Margareta "Greta" Johansson wygrała łatwo, otrzymując najwyższe noty u wszystkich pięciu sędziów. Otrzymała złoty medal oraz Challange Trophy za skoki z wieży kobiet, ufundowany przez Christinę Nilsson, hrabinę Casa Miranda.

## Wyniki

### Eliminacje
Po dwie zawodniczki z każdej grupy, z najmniejszą liczbą punktów oraz cztery najlepsze zawodniczki z pozostałych miejsc awansowało do finału.
Grupa I
| Miejsce | Skoczkini       | Oceny | Punkty |
| ------- | --------------- | ----- | ------ |
| 1       | Greta Johansson | 5     | 36.2   |
| 2       | Lisa Regnell    | 13    | 34.1   |
| 3       | Isabelle White  | 14    | 33.9   |
| 4       | Tora Larsson    | 21    | 31.0   |
| 5       | Selma Andersson | 23    | 30.6   |
| 6       | Elsa Andersson  | 25    | 29.7   |
| 7       | Willy Thulin    | 35    | 25.0   |
| 8       | Märta Adlerz    | 39    | 21.9   |

Grupa II
| Miejsce | Skoczkini       | Oceny | Punkty        |
| ------- | --------------- | ----- | ------------- |
| 1       | Ella Eklund     | 7     | 34.4          |
| 2       | Elsa Regnell    | 8     | 34.9          |
| 3       | Gerda Johansson | 16    | 28.7          |
| 4       | Dagmar Nilsson  | 19    | 27.3          |
| 5       | Ester Edström   | 23    | 26.3          |
| -       | Johanna Kellner | -     | Nie ukończyła |

### Finał
Oceny sędziowskie miały pierwszeństwo. Punkty decydowały o kolejności w przypadku remisu
| Miejsce | Skoczkini       | Oceny | Punkty |
| ------- | --------------- | ----- | ------ |
| 1       | Greta Johansson | 5     | 39.9   |
| 2       | Lisa Regnell    | 11    | 36.0   |
| 3       | Isabelle White  | 17    | 34.0   |
| 4       | Elsa Regnell    | 20    | 33.2   |
| 5       | Ella Eklund     | 22    | 31.9   |
| 6       | Elsa Andersson  | 25    | 31.3   |
| 7       | Selma Andersson | 36    | 28.3   |
| 8       | Tora Larsson    | 39    | 26.8   |